# CZW世界ヘビー級王座
CZW世界ヘビー級王座（シージーダブリューせかいへびーきゅうおうざ | CZW World Heavyweight Championship ― シージーダブリュー・ワールド・ヘビーウェイト・チャンピオンシップ）は、1999年3月27日に創設された、コンバット・ゾーン・レスリングの認定によるヘビー級のチャンピオンベルトである。

## 獲得史
| 名前                   | 回 | 獲得日         | 場所                             | 備考                                                                                             |
| ---------------------- | -- | -------------- | -------------------------------- | ------------------------------------------------------------------------------------------------ |
| ニック・ゲージ         | 1  | 1999年3月27日  | ニュージャージー州マントヴァ     | 於『ザ・ステイプル・ガン』                                                                       |
| ジョン・ザンディグ     | 1  | 1999年5月22日  | ニュージャージー州マントヴァ     | 於『マッドネス』                                                                                 |
| ニック・ゲージ         | 2  | 1999年6月19日  | ニュージャージー州マントヴァ     | 於『ダウン・イン・フレイムス』                                                                   |
| ワイフビーター         | 1  | 1999年9月18日  | ニュージャージー州マントヴァ     | 於『セプテンバー・スラム』                                                                       |
| ジョン・ザンディグ     | 2  | 1999年11月20日 | ニュージャージー州マントヴァ     | 於『ジ・ウォー・ビギンズ』                                                                       |
| ロボ                   | 1  | 2000年7月22日  | ニュージャージー州ソウェル       | 於『ノー・ルールズ，ノー・リミッツ』                                                             |
| ジャスティス・ペイン   | 1  | 2000年9月9日   | ニュージャージー州ソウェル       | 於『ケージ・オブ・デスII...アフター・ダーク』                                                    |
| ニック・バーク         | 1  | 2001年2月28日  | デラウェア州ドーバー             | 於『デストラクション・イン・ドーヴァー』                                                         |
| TAJIRI                 | 1  | 2001年2月28日  | デラウェア州ドーバー             | 於『デストラクション・イン・ドーヴァー』                                                         |
| ジョン・ザンディグ     | 3  | 2001年2月28日  | デラウェア州ドーバー             | 於『デストラクション・イン・ドーヴァー』                                                         |
| ワイフビーター         | 2  | 2001年4月15日  | イングランド・バーミンガム       | ハウス・ショー                                                                                   |
| ジョン・ザンディグ     | 4  | 2001年5月12日  | デラウェア州スマーナ             | 於『ストレッチド・イン・スマーナ』                                                               |
| ワイフビーター         | 3  | 2001年6月14日  | メキシコ・アグアスカリエンテス   | ハウス・ショー                                                                                   |
| ジャスティス・ペイン   | 2  | 2001年7月7日   | ニュージャージー州ソウェル       | 於『ア・ニュー・ビギニング』                                                                     |
| ザ・メシア             | 1  | 2002年5月11日  | ペンシルベニア州フィラデルフィア | 於『ハイ・ステークス』                                                                           |
| ジャスティス・ペイン   | 3  | 2002年6月8日   | ペンシルベニア州フィラデルフィア | 於『ベスト・オブ・ザ・ベストII』                                                                 |
| ジョン・ザンディグ     | 5  | 2002年6月15日  | アイルランド・ダブリン           | 於『アイリッシュ・ホイップ・レスリング』のハウス・ショー                                         |
| ジャスティス・ペイン   | 4  | 2002年6月15日  | アイルランド・ダブリン           | 於『アイリッシュ・ホイップ・レスリング』のハウス・ショー                                         |
| ザ・メシア             | 2  | 2002年12月14日 | ペンシルベニア州フィラデルフィア | 於『ケージ・オブ・デスIV』                                                                       |
| ジョン・ザンディグ     | 6  | 2003年10月25日 | イタリア・ピストイア             | 於『ショックウェーブ』                                                                           |
| ザ・メシア             | 3  | 2004年3月6日   | ペンシルベニア州フィラデルフィア | 於『オーバードライブ』                                                                           |
| ラッカス               | 1  | 2005年2月5日   | ペンシルベニア州フィラデルフィア | 於『オンリー・ザ・ストロング：スカード・フォー・ライフ』                                         |
| スーパー・ドラゴン     | 1  | 2005年12月10日 | ペンシルベニア州フィラデルフィア | 於『ケージ・オブ・デスVII：ライビング・イン・シン』                                              |
| ラッカス               | 2  | 2006年2月11日  | ペンシルベニア州フィラデルフィア | 於『セブン・イヤーズ・ストロング：セトリング・ザ・スコア』                                       |
| クリス・ヒーロー       | 1  | 2006年5月13日  | ペンシルベニア州フィラデルフィア | 於『ベスト・オブ・ザ・ベストVI：CZW vs. ROH』                                                    |
| エディー・キングストン | 1  | 2006年9月9日   | ペンシルベニア州フィラデルフィア | 於『ダウン・ウィズ・ザ・シックネス・フォーエバー：ア・トリビュート・トゥー・クリス・キャッシュ』 |
| ジャスティス・ペイン   | 5  | 2006年12月9日  | ペンシルベニア州フィラデルフィア | 於『ケージ・オブ・デスVIII』                                                                     |
| ラッカス               | 3  | 2007年7月14日  | ペンシルベニア州フィラデルフィア | 於『ベスト・オブ・ザ・ベストVII』                                                                |
| ニック・ゲージ         | 3  | 2007年12月8日  | ペンシルベニア州フィラデルフィア | 於『ケージ・オブ・デスIX』                                                                       |
| ドレイク・ヤンガー     | 1  | 2008年7月12日  | ペンシルベニア州フィラデルフィア | 於『ア・タングルド・ウェブ』                                                                     |
| Bボーイ                | 1  | 2010年1月30日  | ペンシルベニア州フィラデルフィア | 於『ハイ・ステークス』                                                                           |
| ジョン・モクスリー     | 1  | 2010年2月13日  | ペンシルベニア州フィラデルフィア | 於『CZWイレブンス・アニバーサリー・ショー』                                                      |